# Реакция Саймонса
Реакция Саймонса — это электрохимическое фторирование органических соединений в безводном жидком фтористом водороде. Способ электрохимического фторирования разработан американским химиком Джоном Саймонсом в 1948 году и использован для промышленного получения перфторорганических соединений. Для проведения электрохимического фторирования органическое соединение растворяют в безводном жидком фтористом водороде при температуре около 0° C и создают электропроводящий раствор добавкой фторида калия или другого диссоциирующего на ионы в этом растворителе соединения. Электролиз ведут при постоянном напряжении около 6 вольт. Материал анода — никель.
Считается, что на аноде образуется атомарный фтор, который и фторирует органические соединения:
{\displaystyle {\mathsf {HF{\xrightarrow[{}]{}}F\cdot {\xrightarrow[{}]{C_{x}H_{y}}}C_{x}F_{y}}}}
Процесс электрохимического фторирования приводит обычно к полному замещению атомов водорода на фтор, присоединению фтора по кратным связям, а также к замещению на фтор атомов других галогенов. Реакция электрохимического фторирования сопровождается частичной деструкцией молекулы исходного органического соединения, поэтому выход конечных продуктов достаточно низкий. Однако, для синтеза перфторированных соединений важно то, что, в отличие от других методов фторирования, конечный продукт получается фактически в одну стадию и, как правило, легко отделяется от электролита по причине кардинально отличных от исходных реагентов и растворителей физических свойств соединения: в первую очередь значительно более высокой плотности и слабой энергии межмолекулярного взаимодействия.
Процесс электрохимического фторирования органических соединений отражён в обзоре И. Л. Кнунянца и Г. А. Сокольского.